# SUPER EIGHTアプリ
『SUPER EIGHTアプリ』（スーパーエイトアプリ）は、FAMILY CLUBが運営するSUPER EIGHTの音楽アプリケーションおよびメディアプレーヤー。2018年5月29日にリリースされた。
リリースから2018年9月2日までは、『GR8ESTアプリ』（グレイテストアプリ）、2018年9月3日から2024年3月14日までは『関ジャニ∞アプリ』（かんジャニエイトアプリ）の名称だった。2024年3月15日より現在の名称に変更された。
スマートフォン（iOS・Android）、タブレット（iPadOS）に対応している。

## 概要
自身初となる継続的なiOS・Androidアプリ。
商品に封入されているシリアルコードを入力する事で、収録されている楽曲・映像・特典・写真・歌詞・オリジナルコンテンツをダウンロードまたはストリーミングで利用出来る、スマートフォン・タブレット用アプリ。
2018年9月3日に『関ジャニ∞アプリ』へと名称を変更。

以降に発売された、関ジャニ∞のシングル・アルバム・映像作品は全て本アプリの対象となっており、過去の作品は本アプリに対応させるために一部再発売された。
2024年3月15日に『SUPER EIGHTアプリ』へと名称を変更。
2025年4月からは音楽や映像作品のメディアプレーヤー機能のほかに、メンバーによる月額制のトークルーム機能も搭載された。
リリースから2025年4月までの本アプリの運営会社はソニー・ミュージックソリューションズだったが、前述の2025年4月の大型アップデートに伴いFAMILY CLUBへと変更された。

## 年譜

### 2018年
- 5月29日、関ジャニ∞の2ndベストアルバム『GR8EST』の専用アプリ『GR8ESTアプリ』としてリリースされた[6][7][注 2]。
- 9月3日、41stシングル『ここに』が本アプリの対象になる事に伴い、アプリの名称が『関ジャニ∞アプリ』へと変更された[3]。

### 2019年
- 1月23日、18thライブDVD/Blu-ray『関ジャニ'sエイターテインメント GR8EST』にて、初めてライブ映像作品が本アプリの対象となった[10]。
- 6月20日、本アプリに関ジャニ∞の自主レーベル『INFINITY RECORDS』の公式サイトが更新された際にアプリから通知が来る「PUSH通知機能」が搭載された[13][注 3]。
- 7月11日、後述の再発売に伴い、登録された商品を種類別（ALL・SINGLE・ALBUM・VIDEO）に表示出来るソート機能が追加された[14]。
- 7月12日、関ジャニ∞のデビュー15周年を記念して『十五催』（じゅうごさい）[注 4]と題し、デビューシングル『浪花いろは節』から40thシングル『応答セヨ』までのシングル（11th〜13thシングル『GIFT』3作を除く[注 5]）37枚と、1stミニアルバム『感謝=∞』から9thアルバム『ジャム』までのアルバム11枚の通常盤の収録内容が対応[15][16][17][18]。
  - これに伴い、本アプリに入力できるシリアルコードを封入した「十五催ハッピープライス盤」を全品15%オフの価格で、2019年7月12日から12月27日までの期間限定で再発売した[15]。
  - セブンネットショッピング限定で、同形態のシングルのみの購入特典として、先着で「関ジャニ∞オリジナル再生紙スリーブケース」が付属した[16][19]。
    - 同特典は、環境に配慮した再生紙素材に、メンバーの集合写真と15周年記念ロゴが片面ずつにプリントされた、特別仕様のスリーブケースとなっている[16][19]。
    - また、アルバムは同特典の対象外となった[16][19]。
- 7月13日、本アプリ初となるウェブCMが、前述の『十五催』特設サイト内にて公開された[20][18]。

### 2020年
- 8月12日、本アプリ内にて関ジャニ∞および『INFINITY RECORDS』の公式サイトが表示される様になった[21]。
- 同日、本アプリ内にダウンロードされている楽曲を使って、オリジナルのプレイリストを作成する機能が搭載された[21]。
- 同日、シリアルコードを登録済みの楽曲と、ダウンロード済みの楽曲が一覧で表示される様になった[21]。

### 2021年
- 2月9日、前述のプレイリストをシェア出来る機能が搭載された[22]。
- 6月22日、46thシングル『ひとりにしないよ』の発売に伴い、本アプリ初のオリジナルコンテンツとして、カップリング「サタデーソング」の縦型ミュージック・ビデオが限定配信された[23]。以降、本アプリ限定のオリジナルコンテンツが多数配信されている。

- 11月16日、10thアルバム『8BEAT』の発売に伴い、同作のフォトブックと関連したAR機能と、「∞Phone」と題した音声機能が搭載された[24]。

### 2022年
- 7月5日、本アプリ初の配信限定アルバム『関ジャニ∞のいろは』が限定配信された[25][26][27]。
- 8月1日、47thシングル『喝采』の発売に伴い、本アプリ初の限定ライブ音源が収録されたライブ・アルバム『18祭 "もぎたてホヤホヤ" LIVE音源』が配信された[28]。
- 11月24日、21stライブDVD/Blu-ray『KANJANI∞ STADIUM LIVE 18祭』の発売に伴い、映像プレーヤー使用時のチャプター機能とダブルタップによる早送りおよび早戻し機能が搭載された[29]。
- 12月14日、音楽作品のストリーミング再生機能が搭載された[30]。

### 2023年
- 8月25日、大型アップデートを行い、アプリデザインのリニューアル、ライブラリから全楽曲の試聴、楽曲・映像・パッケージ・プレイリストのキーワード検索、プレイリストの楽曲追加画面でのキーワード検索、DL済み画面での映像表示、DL済み画面でのシングル・アルバム・ビデオ・プレイリストの絞り込み、お知らせ画面の追加を行った[31]。

### 2024年
- 3月15日、関ジャニ∞が「SUPER EIGHT」にグループ名を変更したことに伴い、本アプリの名称が「SUPER EIGHTアプリ」に変更された[5]。
- 11月28日、本アプリの向上に向けて、「SUPER化計画」と題した利用者にアンケートを実施した[32]。

### 2025年
- 4月18日、前年より実施していた「SUPER化計画」の第1弾として大型アップデートを行い[33]、新機能としてメンバーによる月額制のトークルーム機能[注 6]を開設するほか、本アプリを利用する上で必要となる「SUPER EIGHT ID」がメールアドレスでの登録となり、映像コンテンツでもバックグラウンド機能が搭載された[11][12]。さらに、本アプリの運営会社がソニー・ミュージックソリューションズからFAMILY CLUBへと変更された[1]。

## 対象商品
- 出典・発売形態・その他詳細は各項を参照。

### 新規発売作品
- 全て発売日前日から配信開始。

| 発売日         | タイトル                              | 種類           |
| -------------- | ------------------------------------- | -------------- |
| 2018年5月30日  | GR8EST                                | ベストアルバム |
| 2018年9月5日   | ここに                                | シングル       |
| 2019年1月23日  | 関ジャニ'sエイターテインメント GR8EST | 映像作品       |
| 2019年3月6日   | crystal                               | シングル       |
| 2019年10月30日 | 十五祭                                | 映像作品       |
| 2019年11月27日 | 友よ                                  | シングル       |
| 2020年8月19日  | Re:LIVE                               | シングル       |
| 2021年2月10日  | キミトミタイセカイ                    | シングル       |
| 2021年6月23日  | ひとりにしないよ                      | シングル       |
| 2021年11月17日 | 8BEAT                                 | アルバム       |
| 2022年5月18日  | KANJANI'S Re:LIVE 8BEAT               | 映像作品       |
| 2022年7月6日   | 喝采                                  | シングル       |
| 2022年11月30日 | KANJANI∞ STADIUM LIVE 18祭            | 映像作品       |
| 2023年5月10日  | 未完成                                | シングル       |
| 2023年6月28日  | KANJANI∞ DOME LIVE 18祭               | 映像作品       |
| 2023年8月9日   | オオカミと彗星                        | シングル       |
| 2024年1月24日  | アンスロポス                          | シングル       |
| 2024年7月31日  | SUPER EIGHT                           | アルバム       |
| 2025年5月14日  | 超ARENA TOUR 2024 SUPER EIGHT         | 映像作品       |
| 2025年7月16日  | 超DOME TOUR 二十祭                    | 映像作品       |

### 再発売作品
- 全て2019年7月12日発売。
- 全て通常盤のみの発売。
- 11th〜13thシングル『GIFT』3作、17thライブDVD/Blu-ray『関ジャニ'sエイターテインメント ジャム』以前の映像作品は再発売していない[注 5]。

| タイトル                                  | 種類           |
| ----------------------------------------- | -------------- |
| 浪花いろは節                              | シングル       |
| 感謝=∞                                    | ミニアルバム   |
| 大阪レイニーブルース                      | シングル       |
| 好きやねん、大阪。/桜援歌(Oh!ENKA)/無限大 | シングル       |
| ∞SAKAおばちゃんROCK/大阪ロマネスク        | シングル       |
| KJ1 F・T・O                               | アルバム       |
| 関風ファイティング                        | シングル       |
| ズッコケ男道                              | シングル       |
| KJ2 ズッコケ大脱走                        | アルバム       |
| イッツ マイ ソウル                        | シングル       |
| ワッハッハー                              | シングル       |
| 無責任ヒーロー                            | シングル       |
| PUZZLE                                    | アルバム       |
| 急☆上☆Show!!                              | シングル       |
| Wonderful World!!                         | シングル       |
| LIFE〜目の前の向こうへ〜                  | シングル       |
| 8UPPERS                                   | アルバム       |
| T.W.L/イエローパンジーストリート          | シングル       |
| マイホーム                                | シングル       |
| 365日家族                                 | シングル       |
| ツブサニコイ                              | シングル       |
| FIGHT                                     | アルバム       |
| 愛でした。                                | シングル       |
| ER                                        | シングル       |
| あおっぱな                                | シングル       |
| 8EST                                      | ベストアルバム |
| へそ曲がり/ここにしかない景色             | シングル       |
| 涙の答え                                  | シングル       |
| JUKE BOX                                  | アルバム       |
| ココロ空モヨウ                            | シングル       |
| ひびき                                    | シングル       |
| キング オブ 男!                           | シングル       |
| オモイダマ                                | シングル       |
| ER2                                       | シングル       |
| 言ったじゃないか/CloveR                   | シングル       |
| 関ジャニズム                              | アルバム       |
| がむしゃら行進曲                          | シングル       |
| 強く 強く 強く                            | シングル       |
| 前向きスクリーム!                         | シングル       |
| 関ジャニ∞の元気が出るCD!!                 | アルバム       |
| 侍唄 (さむらいソング)                     | シングル       |
| 罪と夏                                    | シングル       |
| パノラマ                                  | シングル       |
| NOROSHI                                   | シングル       |
| なぐりガキBEAT                            | シングル       |
| ジャム                                    | アルバム       |
| 奇跡の人                                  | シングル       |
| 応答セヨ                                  | シングル       |

## オリジナルコンテンツ

### 特典
| タイトル                                              | 収録作品                      | 種類   |
| ----------------------------------------------------- | ----------------------------- | ------ |
| 「サタデーソング」縦型Music Clip                      | ひとりにしないよ              | 映像   |
| 関ジャニ∞AR                                           | 8BEAT                         | AR機能 |
| 「ズタボロ問答」「赤裸々」Recording Document          | 8BEAT                         | 映像   |
| Do:LIVEのおもひで～安田ときどきスタッフ～             | 8BEAT                         | 画像   |
| もしもしちょいコール                                  | 8BEAT                         | 音声   |
| 開演前グループチャット「KJ8トークルーム」履歴         | KANJANI'S Re:LIVE 8BEAT       | 画像   |
| 曲フリ集「町中華に行こう!」                           | KANJANI'S Re:LIVE 8BEAT       | 映像   |
| 8BEAT ぬいの大冒険                                    | KANJANI'S Re:LIVE 8BEAT       | 画像   |
| 「YES」ブロマイド                                     | KANJANI'S Re:LIVE 8BEAT       | 画像   |
| 「All is well -Re:8EST edition-」デジタルフォトブック | 喝采                          | 画像   |
| ジャケット写真&日産スタジアム撮影 メイキング          | 喝采                          | 映像   |
| 『18祭』ライブ写真                                    | 喝采                          | 画像   |
| 村CAM on the STAGE                                    | KANJANI∞ STADIUM LIVE 18祭    | 映像   |
| のぞき見!18祭                                         | KANJANI∞ STADIUM LIVE 18祭    | 画像   |
| 超未来音楽戦士SUPER EIGHT                             | SUPER EIGHT                   | 映像   |
| 大山田presents『えい!っと20年を振り返らナイト』       | SUPER EIGHT                   | 音声   |
| ヨコヒナpresents『負けへんで』                        | SUPER EIGHT                   | 音声   |
| 『EIGHT-JAM FES』ライブ映像（edit版）                 | 超ARENA TOUR 2024 SUPER EIGHT | 映像   |
| SUPER EIGHTの"ブチ★I GOT IT集会"（仮）                | 超ARENA TOUR 2024 SUPER EIGHT | 映像   |
| "二十祭"メモリアルフォト                              | 超DOME TOUR 二十祭            | 画像   |

### オリジナル作品
| 配信日        | タイトル                         | 種類                     |
| ------------- | -------------------------------- | ------------------------ |
| 2022年7月5日  | 関ジャニ∞のいろは                | コンピレーションアルバム |
| 2022年8月1日  | 18祭 "もぎたてホヤホヤ" LIVE音源 | ライブ・アルバム         |
| 2023年6月27日 | お耳de18祭                       | ライブ・アルバム         |
| 2023年8月1日  | 関ジャニ∞のいろは2023            | コンピレーションアルバム |